# Aurelio Gazzera
 Aurelio Gazzera, né le 27 mai 1962 à Coni, est un Missionnaire carme italien œuvrant en République centrafricaine, évêque coadjuteur de Bangassou depuis le 23 février 2024.
Il s'illustre par son action humanitaire lors de la troisième guerre civile centrafricaine, ainsi que par sa lutte contre l'orpaillage illégal notamment d'entreprises chinoises.

## Biographie

### Jeunesse et études
Né le 27 mai 1962 à Coni, Aurelio Gazzera est le quatrième d’une fratrie de cinq enfants. En juillet 1974, il entre au séminaire d'Arenzano, chez les carmes déchaux, pour y suivre son cursus secondaire.

### Entrée chez les Carmes
Le 1er octobre 1978, Aurelio Gazzera débute le noviciat puis effectue sa première profession religieuse le 14 septembre 1979. En 1982, il effectue un premier stage à Bozoum en Centrafrique et commence ensuite ses études à la faculté de théologie dans le cadre du séminaire interdiocésain de Gênes (it). Il demeure à Gênes de février 1984 à septembre 1992 ; dans l'intervalle, il prononce ses vœux perpétuels le 11 octobre 1986, est ordonné diacre en juillet 1988 puis prêtre le 27 mai 1989 par Giovanni Canestri.

### Mission en République centrafricaine
À partir de septembre 1992, Aurelio Gazzera habite en permanence en Centrafrique. Les onze premières années, il est recteur du séminaire de la Yole. En août 2003, il est nommé curé de la paroisse Saint-Michel de Bozoum ainsi que directeur diocésain de Caritas.
il veille en particulier au développement local, avec la mise en place d'une agriculture vivrière et durable, la réintroduction de rizières, la création d'une foire agricole, d'un organisme de microcrédit et d'un cycle scolaire complet pour former les plus jeunes.
À partir de 2012, il anime également le blog « En direct depuis Bozoum » afin d'informer l'opinion publique de ce qui se passe dans cette région reculée de Centrafrique,.

### Action durant la guerre civile
Lors de la troisième guerre civile centrafricaine, et particulier des affrontements entre anti-balaka et seleka, le missionnaire s'interpose en essayant systématiquement de promouvoir le dialogue entre belligérants. Son action lui vaut d'être surnommé « l’uomo che ha piegato i fucili ai banditi » (« l'homme qui a plié les fusils des bandits ») en Italie.
Les autorités civiles et militaires de Bozoum ayant fui, c'est lui qui met en place un comité d'aide humanitaire, de maintien de l'ordre et de service à la population.

### Action face aux orpailleurs illégaux
Après la fin de la guerre civile, Aurelio Gazzera est confronté à l'orpaillage illégal. Plus particulièrement, il s'agit de la mainmise de quatre entreprises chinoises d'extraction d'or sur la rivière Ouham, ainsi que la pollution et la corruption qui en découlent. Les entreprises concernées, toutes filiales d'un même groupe et dirigées par Zhao Baome, sont Tian Xiang (ou Tiang-Xiang), Tian Roun (ou Jianin), Meng et SMC Mao. Sur 19 sites d'extraction de l'or, seuls trois ont reçu une autorisation officielle. La rivière, détournée et draguée en profondeur, présente des taux de contamination au mercure de quatre à vingt-six fois supérieurs à la limite maximale admissible. Cette pollution est la source de nombreuses fausses couches et de décès prématurés en aval des sites d'exploitation. Outre le mercure, des hydrocarbures et des déchets mécaniques sont également déversés dans la rivière,,.
Lors de l'implantation des sites d'exploitation, la population locale n'a pas été consultée et l’étude d’impact sur l’environnement, obligatoire au regard de l’article 34 du Code de l’environnement, n'a pas été menée. Les expropriations nécessaires à la mise en chantier n'ont pas été indemnisées. Enfin, la dépendance des populations à la rivière pour l'alimentation en eau potable contraint celles-ci à devoir chercher leur eau beaucoup plus loin.
Le missionnaire dénonce, outre la pollution, l'emploi de l'armée centrafricaine comme milice chargée de la garde des sites, le déboisement de la forêt sur de vastes surfaces, et l'absence systématique de remise en état naturel des sites en fin d'exploitation. Le 25 mars 2019, le ministre des mines et de la géologie alerté suspend les activités minières jusqu'à nouvel ordre. Mais la reprise a lieu moins d'un mois plus tard. Le 27 avril de la même année, alors qu'il est en train de filmer les activités minières en bord de fleuve, Aurelio Gazzera est arrêté par la police et emmené. La vindicte de la population locale qui soutient le prêtre lui vaut d'être rapidement libéré ;  mais deux jours plus tard, le premier ministre Firmin Ngrebada l'accuse ouvertement, devant l'Assemblée nationale, de pratiquer lui-même l’orpaillage clandestin. Certains députés, dont celui de Bozoum, Corneille Sérékoïsse, ainsi que l'archevêque de Bangui Dieudonné Nzapalainga, prennent fait et cause pour le père Gazzera,,.

### Évêque
Le 23 février 2024, le pape François le nomme évêque coadjuteur de Bangassou.

## Reconnaissance
L'action du père Gazzera durant la guerre civile lui vaut d'être décoré en 2017 du titre d'officier de l'Ordre du Mérite de la République italienne,.